# Кулешенко, Вадим Валерьевич
Вадим Валерьевич Кулешенко (27 июня 1966; Рамонь, Воронежская область, РСФСР, СССР) — российский футболист, играл на позиции нападающего.

## Биография
Воспитанник детской команды «Торпедо» из п.г.т. Рамонь Воронежской области, в котором и родился. Окончив школу с хорошими отметками в аттестате, поехал на учёбу в Москву, поступил в МВТУ им. Баумана и играл за любительский клуб «Красный Богатырь». Вернувшись в Воронеж, связал свою жизнь с заводом «Рудгормаш». В начале 1992 года Валерий Есипов перебрался в киевское «Динамо», и в тандем ударных форвардов главный тренер «Факела» Фёдор Новиков к опытному Виктору Пимушину поставил Кулешенко. Единственный матч в высшей лиге провёл 22 апреля 1992 года в домашнем матче 5-го тура, выйдя в стартовом составе во встрече против «Океана» Находка. Проведя 55 минут на поле, был заменён Арсеном Балаяном. В том же сезоне выступал за любительский клуб завода «Рудгормаш», также на базе завода был создан любительский клуб «Престиж», за который выступал в середине 1990-х.

## Личная жизнь
С будущей женой Мариной встретился в Анапе в 1990 году. Жена родом из Самары. В 1991 году у них родился сын Сергей, который на любительском уровне выступал за воронежские клубы «Буран» и «ФСА-2».